# Tahura pseudospicata
Tahura pseudospicata är en insektsart som beskrevs av Dietrich 2004. Tahura pseudospicata ingår i släktet Tahura och familjen dvärgstritar. Inga underarter finns listade i Catalogue of Life.